# Càtedres Merton d'anglès
Hi ha dues Càtedres Merton d'anglès (Merton Professorships of English) a la Universitat d'Oxford: la Càtedra Merton en Llengua i Literatura Anglesa (en anglès: Merton Professor of English Language and Literature), i la Càtedra Merton en Literatura Anglesa (en anglès Merton Professor of English Literature). La segona va ser creada el 1914 quan la posició de Sir Walter Raleigh va ser rebatejada. Avui dia les dues posicions estan associades amb el Merton College. A continuació segueixen els ocupants d'aquestes posicions:
Merton Professor of English Language and Literature
- 1885 – 1916: Arthur S. Napier[1]
- 1916 – 1920: vacant[2]
- 1920 – 1945: H. C. K. Wyld[3]
- 1945 – 1959: J. R. R. Tolkien[4]
- 1959 – 1980: Norman Davis[5]
- 1980 – 1984: vacant
- 1984 – 2014: Suzanne Romaine

Merton Professor of English Literature
- 1904 – 1922: Walter A. Raleigh[6]
- 1922 – 1928: George Stuart Gordon[7]
- 1929 – 1946: David Nichol Smith[8]
- 1947 – 1957: F.P. Wilson[9]
- 1957 – 1966: Nevill Coghill[10]
- 1966 – 1975: Helen Gardner[11]
- 1975 – 2002: John Carey[12]
- 2002 - 2014: David Norbrook
- 2016 - present: Lorna Hutson[13][14]